# Steinbuscher
Steinbuscher ist ein deutscher Käse aus Kuhmilch. Er stammt ursprünglich aus Mecklenburg, wird aber auch anderenorts in Norddeutschland hergestellt. Er hat in den vergangenen Jahren viel von seiner früheren Bedeutung eingebüßt.  
Es handelt sich um einen Halbfesten Schnittkäse mit einem Anteil von 30 % bis 50 % Fett i. Tr. Die Rinde wird mit Rotschmierbakterien behandelt. Er reift in Backsteinformen mindestens drei Wochen. Das Gewicht schwankt zwischen 200 und 1000 g. Der Steinbuscher gehört zur Familie der Tilsiter.